# Rožďalovice
Rožďalovice (en allemand : Roschdialowitz) est une ville du district de Nymburk, dans la région de Bohême-Centrale, en République tchèque. Sa population s'élevait à 1 649 habitants en 2020.

## Géographie
Rožďalovice se trouve à 8,5 km au sud-sud-est de Libáň, à 16 km au nord-est de Nymburk et à 58 km au nord-est de Prague.
La commune est limitée par Dětenice au nord, par Libáň et Kopidlno à l'est, par Chotěšice au sud-ouest, par Křinec au sud, et par Žitovlice et Košík à l'ouest.

## Histoire
La première mention écrite de la localité date de 1223.

## Administration
La commune se compose de six quartiers :
- HasinaLedečky
- Podlužany
- Podolí
- Rožďalovice
- Viničná Lhota
- Zámostí

## Transports
Par la route, Rožďalovice se trouve à 9,5 km de Libáň, à 21 km de Nymburk et à 72 km de Prague.

## Personnalités
- Jiří Melantrich d’Aventin